# Olivier Boumal
Olivier Junior Boumal (Douala, 17 settembre 1989) è un calciatore camerunese, centrocampista svincolato.

## Carriera

### Club
Il 1º gennaio 2016 viene acquistato a titolo definitivo per 550.000 euro dalla squadra greca del Panathīnaïkos.

### Nazionale
Ha partecipato ai Mondiali Under-20 del 2009, alla Confederations Cup del 2017 ed alla Coppa d'Africa del 2019.

## Statistiche

### Presenze e reti nei club
Statistiche aggiornate all'11 agosto 2018.
| Stagione             | Squadra              | Campionato           | Campionato | Campionato | Coppe nazionali | Coppe nazionali | Coppe nazionali | Coppe continentali | Coppe continentali | Coppe continentali | Altre coppe | Altre coppe | Altre coppe | Totale | Totale |
| Stagione             | Squadra              | Comp                 | Pres       | Reti       | Comp            | Pres            | Reti            | Comp               | Pres               | Reti               | Comp        | Pres        | Reti        | Pres   | Reti   |
| -------------------- | -------------------- | -------------------- | ---------- | ---------- | --------------- | --------------- | --------------- | ------------------ | ------------------ | ------------------ | ----------- | ----------- | ----------- | ------ | ------ |
| 2007-2008            | Saint-Étienne 2      | CFA                  | 4          | 0          | -               | -               | -               | -                  | -                  | -                  | -           | -           | -           | 4      | 0      |
| 2008-2009            | Saint-Étienne 2      | CFA                  | 20         | 6          | -               | -               | -               | -                  | -                  | -                  | -           | -           | -           | 20     | 6      |
| Totale Saint-Étienne | Totale Saint-Étienne | Totale Saint-Étienne | 24         | 6          |                 | -               | -               |                    | -                  | -                  |             | -           | -           | 24     | 6      |
| 2009-gen. 2010       | Albacete B           | TD                   | 0          | 0          | -               | -               | -               | -                  | -                  | -                  | -           | -           | -           | 0      | 0      |
| gen.-giu. 2010       | Panaitōlikos         | BE                   | 10         | 0          | CG              | 0               | 0               | -                  | -                  | -                  | -           | -           | -           | 10     | 0      |
| 2010-2011            | Panaitōlikos         | FL                   | 24         | 3          | CG              | 1               | 0               | -                  | -                  | -                  | -           | -           | -           | 25     | 3      |
| 2011-2012            | Panaitōlikos         | SL                   | 16         | 0          | CG              | 1               | 0               | -                  | -                  | -                  | -           | -           | -           | 17     | 0      |
| Totale Panaitōlikos  | Totale Panaitōlikos  | Totale Panaitōlikos  | 50         | 3          |                 | 2               | 0               |                    | -                  | -                  |             | -           | -           | 52     | 3      |
| 2012-gen. 2013       | Astra Giurgiu        | L1                   | 0          | 0          | CR              | 0               | 0               | -                  | -                  | -                  | -           | -           | -           | 0      | 0      |
| gen.-giu. 2013       | Levadeiakos          | SL                   | 3          | 0          | CG              | 2               | 0               | -                  | -                  | -                  | -           | -           | -           | 5      | 0      |
| gen.-giu. 2014       | Īraklīs Psachna      | FL                   | 12+11      | 4+6        | CG              | 1               | 0               | -                  | -                  | -                  | -           | -           | -           | 24     | 10     |
| 2014-2015            | Paniōnios            | SL                   | 31         | 5          | CG              | 4               | 1               | -                  | -                  | -                  | -           | -           | -           | 35     | 6      |
| 2015-gen. 2016       | Paniōnios            | SL                   | 15         | 4          | CG              | 0               | 0               | -                  | -                  | -                  | -           | -           | -           | 15     | 4      |
| Totale Paniōnios     | Totale Paniōnios     | Totale Paniōnios     | 46         | 9          |                 | 4               | 1               |                    | -                  | -                  |             | -           | -           | 50     | 10     |
| gen.-giu. 2016       | Panathīnaïkos        | SL                   | 8+6        | 1+0        | CG              | 3               | 0               | -                  | -                  | -                  | -           | -           | -           | 17     | 1      |
| 2016-2017            | Panathīnaïkos        | SL                   | 15+1       | 1+0        | CG              | 4               | 1               | UEL                | 0                  | 0                  | -           | -           | -           | 20     | 2      |
| Totale Panathīnaïkos | Totale Panathīnaïkos | Totale Panathīnaïkos | 23+7       | 2+0        |                 | 7               | 1               |                    | 0                  | 0                  |             | -           | -           | 37     | 3      |
| 2017                 | Liaoning             | CSL                  | 11         | 2          | CC              | 0               | 0               | -                  | -                  | -                  | -           | -           | -           | 11     | 2      |
| 2018                 | Yokohama F·Marinos   | J1                   | 11         | 2          | CI+CdL          | 1+3             | 0+1             | -                  | -                  | -                  | -           | -           | -           | 15     | 3      |
| Totale carriera      | Totale carriera      | Totale carriera      | 180+18     | 28+6       |                 | 20              | 3               |                    | 0                  | 0                  |             | -           | -           | 218    | 37     |

### Cronologia presenze e reti in nazionale
| Cronologia completa delle presenze e delle reti in nazionale ― Camerun | Cronologia completa delle presenze e delle reti in nazionale ― Camerun | Cronologia completa delle presenze e delle reti in nazionale ― Camerun | Cronologia completa delle presenze e delle reti in nazionale ― Camerun | Cronologia completa delle presenze e delle reti in nazionale ― Camerun | Cronologia completa delle presenze e delle reti in nazionale ― Camerun | Cronologia completa delle presenze e delle reti in nazionale ― Camerun | Cronologia completa delle presenze e delle reti in nazionale ― Camerun |
| Data                                                                   | Città                                                                  | In casa                                                                | Risultato                                                              | Ospiti                                                                 | Competizione                                                           | Reti                                                                   | Note                                                                   |
| ---------------------------------------------------------------------- | ---------------------------------------------------------------------- | ---------------------------------------------------------------------- | ---------------------------------------------------------------------- | ---------------------------------------------------------------------- | ---------------------------------------------------------------------- | ---------------------------------------------------------------------- | ---------------------------------------------------------------------- |
| 10-6-2017                                                              | Yaoundé                                                                | Camerun                                                                | 1 – 0                                                                  | Marocco                                                                | Qual. Coppa d'Africa 2019                                              | -                                                                      | 82’                                                                    |
| 13-6-2017                                                              | Getafe                                                                 | Camerun                                                                | 0 – 4                                                                  | Colombia                                                               | Amichevole                                                             | -                                                                      |                                                                        |
| 23-3-2019                                                              | Yaoundé                                                                | Camerun                                                                | 3 – 0                                                                  | Comore                                                                 | Qual. Coppa d'Africa 2019                                              | -                                                                      | 71’                                                                    |
| 14-6-2019                                                              | Al Wakrah                                                              | Camerun                                                                | 1 – 1                                                                  | Mali                                                                   | Amichevole                                                             | -                                                                      | 63’                                                                    |
| 25-6-2019                                                              | Ismailia                                                               | Camerun                                                                | 2 – 0                                                                  | Guinea-Bissau                                                          | Coppa d'Africa 2019 - 1º turno                                         | -                                                                      | 79’ 85’                                                                |
| 2-7-2019                                                               | Ismailia                                                               | Benin                                                                  | 0 – 0                                                                  | Camerun                                                                | Coppa d'Africa 2019 - 1º turno                                         | -                                                                      | 66’                                                                    |
| Totale                                                                 |                                                                        | Presenze                                                               | 6                                                                      |                                                                        | Reti                                                                   | 0                                                                      |                                                                        |

## Palmarès

### Club

#### Competizioni nazionali
- Football League: 1

Panaitōlikos: 2010-2011